# Верна (Перуђа)
Верна је насеље у Италији у округу Перуђа, региону Умбрија.
Према процени из 2011. у насељу је живело 673 становника. Насеље се налази на надморској висини од 267 м.